# Prokhlàdne (Crimea)
|  | Per a altres significats, vegeu «Prokhlàdnoie». |

Prokhlàdne (en (ucraïnès): Прохладне, en rus: Прохладное, Prokhlàdnoie) és un poble de la República Autònoma de Crimea a Ucraïna, que el 2014 tenia 621 habitants. Pertany al districte de Bakhtxissarai. Fins al 1945 la vila es deia Màngüix i fins al 1962 Partizànske.

## Població
Segons les dades del 2001 la composició de la població de la vila de Prokhlàdnoie d'acord amb la llengua que empren és la següent:
| Llengua  | %     |
| -------- | ----- |
| Rus      | 72,26 |
| Tàtar    | 23,02 |
| Ucraïnès | 3,19  |
| Altres   | 0,97  |